# Baldovino II di Boulogne
Baldovino di Boulogne (... – 1033) fu conte di Boulogne  dal 990 alla sua morte.

## Origine
Era il figlio primogenito del Conte di Boulogne, Arnolfo III e di sua moglie di cui non si conoscono né il nome né gli ascendenti. Era discendente del casato di Fiandra, da Baldovino II e suo bisnonno, Adalolfo, era il fratello del conte di Fiandra, Arnolfo I, come viene confermato dal Cartulaire de l'abbaye de Saint-Bertin. Il conte di Fiandra, Baldovino IV era suo cugino.

## Biografia
Baldovino compare per la prima volta in un documento il 1º aprile 988, quando controfirma assieme a suo padre, Arnolfo II, al conte d'Olanda, Teodorico II d'Olanda, ed altri il documento n° 64 delle Chartes et documents de l´abbaye de Saint Pierre au Mont Blandin à Gand, inerente a una donazione fatta al monastero stesso, dal conte di Fiandra, Baldovino IV, assieme alla madre, Rozala (chiamata Susanna, dopo il matrimonio con Roberto il Pio, futuro re di Francia).
Quando suo padre, Arnolfo III, nel 990 circa, morì, Baldovino gli succedette come Baldovino II, conte di Boulogne, in quanto primogenito e quindi erede legittimo dei titoli del padre.
Secondo il Chronicon Centulense o Chronique de l'abbaye de Saint-Riquier, il conte Baldovino fu ucciso in combattimento, nel 1033, dal conte di Ponthieu Enguerrand I, che poi ne sposò la vedova, Adelina d'Olanda (il matrimonio tra Adelina ed Enguerrand ci viene confermato dalle Europäische Stammtafeln, vol II, cap. 2, non consultate), e si impossessò temporaneamente del ducato di Boulogne, assumendo il titolo di conte.

## Matrimonio e discendenza
Baldovino II di Boulogne, come ci viene confermato dalle Europäische Stammtafeln, vol. II, cap. 2 (non consultate) aveva sposato Adelina d'Olanda (circa 990 – circa 1045), figlia del conte d'Olanda Arnolfo di Frisia, e di Liutgarda di Lussemburgo, figlia del primo conte di Lussemburgo Sigfrido, e di Edvige di Nordgau.
Da Adelina Baldovino aveva avuto un figlio:
- Eustachio († 1049), conte di Boulogne

## Ascendenza
|                          |   |                    | Genitori |  |  | Nonni |  |  | Bisnonni            |  |  | Trisnonni               |  |
|                          |   |                    |          |  |  |       |  |  | Adalolfo di Fiandra |  |  | Baldovino II di Fiandra |  |
|                          |   |                    |          |  |  |       |  |  | Adalolfo di Fiandra |  |  | Baldovino II di Fiandra |  |
|                          |   | Elfrida del Wessex |          |  |  |       |  |  | Adalolfo di Fiandra |  |  |                         |  |
| Arnolfo II di Boulogne   |   |                    |          |  |  |       |  |  | Adalolfo di Fiandra |  |  |                         |  |
|                          |   | …                  | …        |  |  |       |  |  |                     |  |  |                         |  |
|                          |   | …                  | …        |  |  |       |  |  |                     |  |  |                         |  |
|                          |   | …                  | …        |  |  |       |  |  |                     |  |  |                         |  |
| Arnolfo III di Boulogne  |   | …                  |          |  |  |       |  |  |                     |  |  |                         |  |
|                          |   | …                  | …        |  |  |       |  |  |                     |  |  |                         |  |
|                          |   | …                  | …        |  |  |       |  |  |                     |  |  |                         |  |
|                          |   | …                  | …        |  |  |       |  |  |                     |  |  |                         |  |
| …                        |   | …                  |          |  |  |       |  |  |                     |  |  |                         |  |
|                          |   | …                  | …        |  |  |       |  |  |                     |  |  |                         |  |
|                          |   | …                  | …        |  |  |       |  |  |                     |  |  |                         |  |
|                          |   | …                  | …        |  |  |       |  |  |                     |  |  |                         |  |
| Baldovino II di Boulogne |   | …                  |          |  |  |       |  |  |                     |  |  |                         |  |
|                          | … | …                  |          |  |  |       |  |  |                     |  |  |                         |  |
|                          | … | …                  |          |  |  |       |  |  |                     |  |  |                         |  |
|                          | … | …                  |          |  |  |       |  |  |                     |  |  |                         |  |
| …                        | … |                    |          |  |  |       |  |  |                     |  |  |                         |  |
|                          |   | …                  | …        |  |  |       |  |  |                     |  |  |                         |  |
|                          |   | …                  | …        |  |  |       |  |  |                     |  |  |                         |  |
|                          |   | …                  | …        |  |  |       |  |  |                     |  |  |                         |  |
| …                        |   | …                  |          |  |  |       |  |  |                     |  |  |                         |  |
|                          |   | …                  | …        |  |  |       |  |  |                     |  |  |                         |  |
|                          |   | …                  | …        |  |  |       |  |  |                     |  |  |                         |  |
|                          |   | …                  | …        |  |  |       |  |  |                     |  |  |                         |  |
| …                        |   | …                  |          |  |  |       |  |  |                     |  |  |                         |  |
|                          |   | …                  | …        |  |  |       |  |  |                     |  |  |                         |  |
|                          |   | …                  | …        |  |  |       |  |  |                     |  |  |                         |  |
|                          |   | …                  | …        |  |  |       |  |  |                     |  |  |                         |  |
|                          |   | …                  |          |  |  |       |  |  |                     |  |  |                         |  |

### Fonti primarie
- (LA)  Cartulaire de l'abbaye de Saint-Bertin.
- (LA)  Chartes et documents de l´abbaye de Saint Pierre au Mont Blandin à Gand.

### Letteratura storiografica
- (FR)  Chronicon Centulense ou Chronique de l'abbaye de Saint-Riquier.
- (EN) Europäische Stammtafeln: Tables of Contents for volumes 1-23 (PDF) [collegamento interrotto], su cybrary.uwinnipeg.ca.